# 한국신문방송기자협회
한국신문방송기자협회(Korea Mass Media Journalist Association) (회장 전병길,이재현)는 대한민국의 중견 언론단체이다. 2001년 2월 1일 창립하였다.

## 상

### 한국인터넷언론대상
한국신문방송기자협회는 매스미디어를 포함한 방송, 신문 등 언론매체에 한국언론진흥대상을 시상하고 있다. 한국언론진흥대상은 사회적 이슈와 현안 과제들을 깊이있고 정확하게 취재보도하여 언론 및 사회발전에 크게 기여한 언론인을 부문별로 선정된다.

### 한국언론진흥대상
시상부문은 정치, 경제, 사회, 교육, 복지, 지역발전, 문화, 체육 등으로 구성되어 있다. 심사에는 한국신문방송기자협회의 저명한 심사위원들이 담당, 엄선한다. 접수는 공개적으로 신청을 받거나 관련단체의 추천을 통해 이루어지며 대한민국에 대한 공헌도를 우선 채점하고 대외적신임도와 사회봉사내역, 윤리적 방향성 등이 포함, 가산됩니다. 최종적으로 매겨진 점수를 8할로 볼 때 한국신문방송기자협회 회원들의 의견을 2할 반영하여 시상자가 결정된다.
본 한국언론진흥대상은 12월에 시상식이 개최되며 시상자들에게는 상금과 부상으로 트로피가 주어진다.

## 회원사
협회 회원사로 100여개의 온·오프라인 미디어와 20여개의 협력 단체 및 회사가 참여하고 있다.